# Ꝗ
Q con barra (Ꝗ, minúscula: ꝗ) es una letra formada por una q con una barra transversal en su  asta descendente que era utilizada como abreviatura de amanuense en la Edad Media.

## Uso
Esta frecuente abreviaturas de amanuense era utilizada en el latín de los escribas medievales en latín para acortar varias secuencias.
Con la barra recta inferior:
- quam por sí sola
- quan- ( ꝗdo → quando, qtum → quantum )
- qui- ( ꝗlꝫ → quilibet, ꝗdem → quidem )

La q tachada a través del descendiente también se ha utilizado en francés para abreviar "que".
En irlandés también se usaba para ar.
Por otra parte, con la barra en diagonal (Ꝙ, ꝙ), podía representar:
- quod, qui y que por sí sola

En portugués, ꝙ también servía para abreviar quem.

### Galería

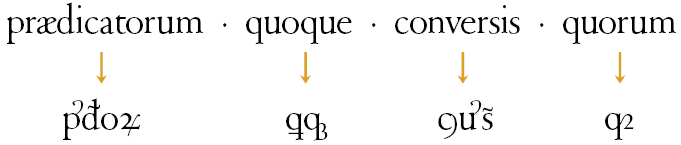
Abreviaciones latinas “praedicatorum” (“ꝕᵭoꝝ”), “quoque” (“ꝗqꝫ”), “conversis” (“ꝯꝟs̃”, “ꝯưs̃”), “quorum” (“qꝝ”, “qꝛ”)
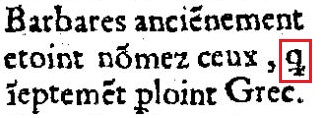
Ꝗ en un extracto de Defensa e ilustración de la lengua francesa (Joachim du Bellay, 1549) Barbaares anciẽnement etoint nõmez ceux, ꝗ ĩeptemẽt ꝑloint Grec.
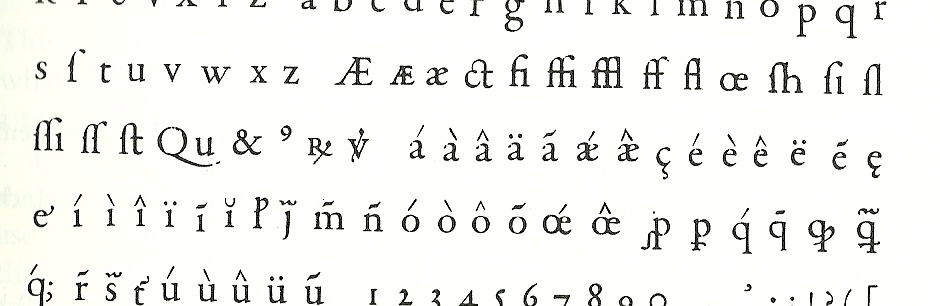
ꝗ y ꝙ al final de la última línea en una muestra de ligaturas de Claude Garamond
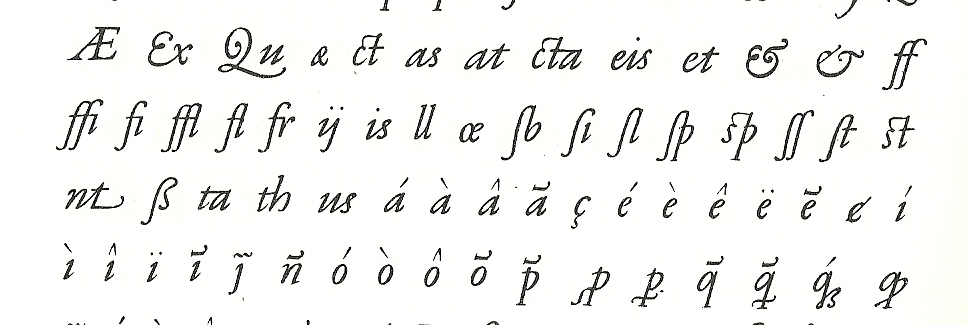
Ligaturas de Robert Granjon

## Unicode
Ꝗ, junto a otras letras de interés académico en el campo de manuscritos medievales fue añadida en 2006 al estándar de Unicode a petición de Michael Everson. Se sitúa en el bloque Latín Extendido-D.
| Carácter      | Ꝗ                                  | Ꝗ                                  | ꝗ                                | ꝗ                                | Ꝙ                                           | Ꝙ                                           | ꝙ                                         | ꝙ                                         |
| ------------- | ---------------------------------- | ---------------------------------- | -------------------------------- | -------------------------------- | ------------------------------------------- | ------------------------------------------- | ----------------------------------------- | ----------------------------------------- |
| Unicode       | LATIN CAPITAL LETTER Q WITH STROKE | LATIN CAPITAL LETTER Q WITH STROKE | LATIN SMALL LETTER Q WITH STROKE | LATIN SMALL LETTER Q WITH STROKE | LATIN CAPITAL LETTER Q WITH DIAGONAL STROKE | LATIN CAPITAL LETTER Q WITH DIAGONAL STROKE | LATIN SMALL LETTER Q WITH DIAGONAL STROKE | LATIN SMALL LETTER Q WITH DIAGONAL STROKE |
| Codificación  | decimal                            | hex                                | decimal                          | hex                              | decimal                                     | hex                                         | decimal                                   | hex                                       |
| Unicode       | 42838                              | U+A756                             | 42839                            | U+A757                           | 42840                                       | U+A758                                      | 42841                                     | U+A759                                    |
| UTF-8         | 234 157 150                        | EA 9D 96                           | 234 157 151                      | EA 9D 97                         | 234 157 152                                 | EA 9D 98                                    | 234 157 153                               | EA 9D 99                                  |
| Ref. numérica | &#42838;                           | &#xA756;                           | &#42839;                         | &#xA757;                         | &#42840;                                    | &#xA758;                                    | &#42841;                                  | &#xA759;                                  |
| ISO 5426-2    | 104                                | 68                                 | 120                              | 78                               |                                             |                                             |                                           |                                           |